# Partido Obrero Revolucionario (Perú)
El Partido Obrero Revolucionario (POR) fue el primer partido político trotskista en el Perú. Conocido originalmente como Grupo Obrero Marxista (GOM), 1944, cambió su nombre en 1946. Los primeros líderes incluían a Francisco Zevallos, Leoncio Bueno y Francisco Abril de Vivero.
En 1952, Manuel A. Odría encarceló o exilió al liderazgo del grupo, se mantuvo inactivo en gran medida, hasta que renunció en 1956. Dos partidos rivales del mismo fueron constituidos. Uno fue dirigido por Ismael Frías, afiliado a la Cuarta Internacional (CI); el otro dirigido por Félix Zevallos, afiliado al Comité Internacional de la Cuarta Internacional (CICI). Fue a este segundo grupo al que Hugo Blanco se unió en 1958 para organizar actividades bajo la coordinación de Nahuel Moreno. Dirigió un levantamiento campesino en La Convención en 1962, por el que fue encarcelado y luego exiliado.
El CI y los partidarios de Moreno se reunieron en el Secretariado Unificado de la CI en 1963, y parece que los dos Partido Obrero Revolucionario se unificaron en este punto para formar el Frente de Izquierda Revolucionaria.
Fue miembro de la Cuarta Internacional Posadista.